# Parafia Świętego Stanisława Kostki w Sianowie
Parafia pw. Świętego Stanisława Kostki w Sianowie – rzymskokatolicka parafia należąca do dekanatu Mielno, diecezji koszalińsko-kołobrzeskiej, metropolii szczecińsko-kamieńskiej. Siedziba parafii mieści w Sianowie przy ulicy Kościelnej.

## Historia
Parafia została erygowana 1 czerwca 1951 roku.  

## Miejsca kultu

### Kościół parafialny
Kościół pw. św. Stanisława Kostki w Sianowie – został zbudowany w XVI wieku, o konstrukcji szachulcowej.

### Kościół pomocniczy
Kościół pw. Matki Bożej Fatimskiej w Sianowie

### Kościoły filialne i kaplice
Kościół pw. św. Piotra i Pawła w Węgorzewie

## Proboszczowie parafii
Lista proboszczów parafii:
- ks. Antoni Siemiński (1946–1955)
- ks. Kazimierz Antosz (1955–1961)
- ks. Bronisław Janowski (1961–1968)
- ks. Stanisław Pecnik (1968–1978)
- ks. Jan Szałach (1978–2003)
- ks. Andrzej Korpusik (2003–2009)
- ks. Paweł Brostowicz (2009–2014)
- ks. Zbigniew Waszkiewicz (od 2014)